# Probing Lensing Anomalies Network
La col·laboració Probing Lensing Anomalies NETwork (PLANET) coordina una xarxa de telescopis per mostrejar ràpidament mesures de fotomètrica de l'ampliació d'estrelles a la protuberància galàctica de microlents gravitatòries mitjançant estrelles en primer pla (o altres objectes massius compactes). Aquesta xarxa consta de cinc telescopis òptics de classe 1m distribuïts en longitud al voltant de l'hemisferi sud per tal de fer un seguiment de precisió quasi continu durant les 24 hores del dia.
En funció de l'objectiu d'oportunitat, les mesures espectroscòpiques menys freqüents complementen la fotometria ràpida per a objectius principals seleccionats.
Des de 2005, PLANET realitza una campanya de microlent comuna amb RoboNet-1.0, una xarxa de telescopis robòtics de 2,0 m operats pel Regne Unit.
El gener de 2009, PLANET s'ha fusionat amb la col·laboració de MicroFUN.

## Telescopis

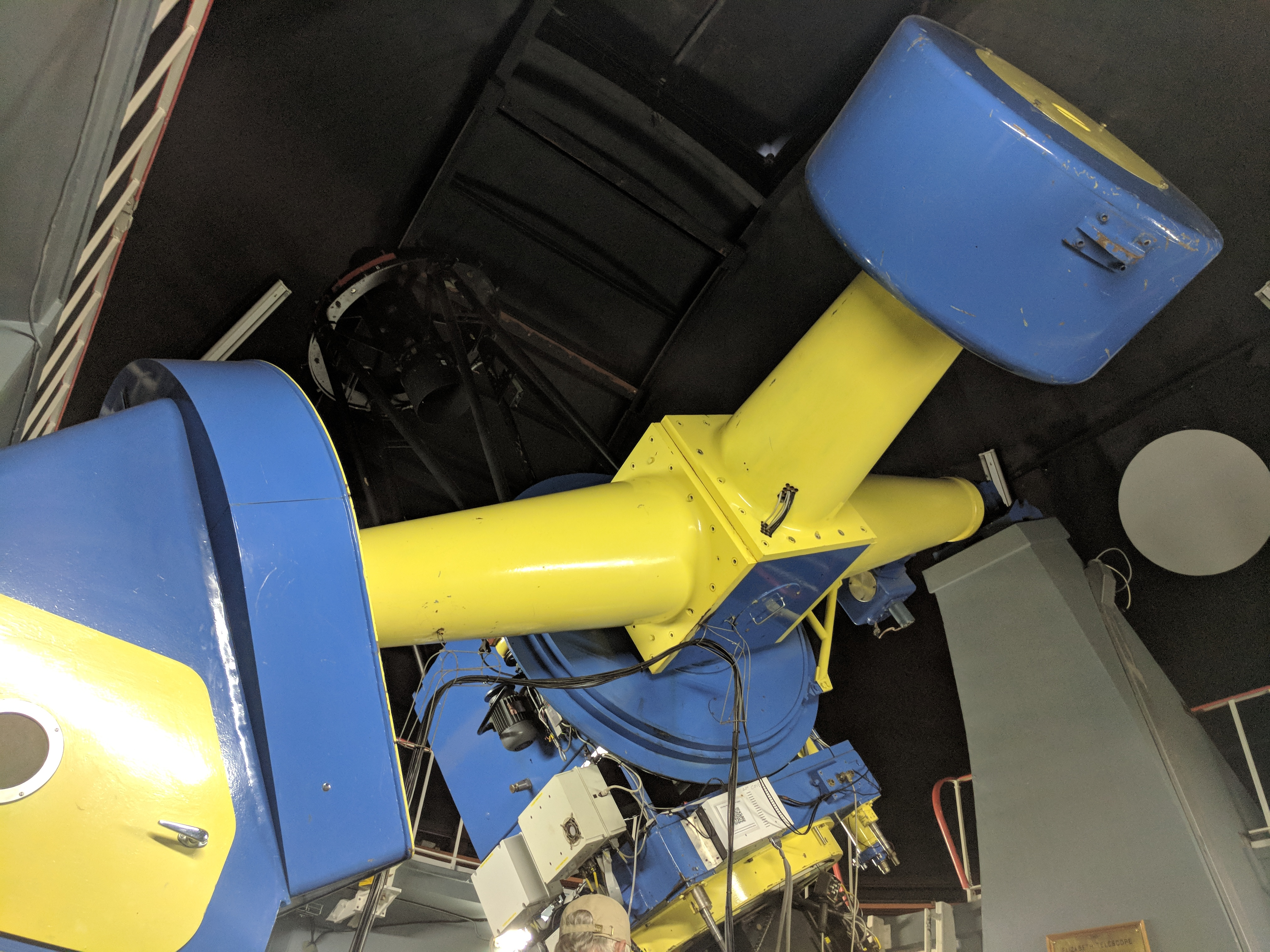
El telescopi Elizabeth de 40 polzades (1 m) de l'Observatori Astronòmic sud-africà

Per a la temporada d'observació de 2006, els telescopis implicats van ser (a part dels telescopis RoboNet):
- Telescopi danès d'1,54 m a l'ESO, La Silla, Xile
- Telescopi d'1,0 metre a l'Observatori Canopus de la Universitat de Tasmània, Austràlia
- Telescopi de 0,6 metres a l'Observatori de Perth
- Telescopi de l'Observatori astronòmic sud-africà d'1,0 metre a Sutherland, Sud-àfrica
- Telescopi Rockefeller d'1,52 metres a l'Observatori Boyden (Bloemfontein), Sud-àfrica

## Membres
A finals de 2006, PLANET tenia 31 membres d'11 països: França, Regne Unit, Alemanya, Dinamarca, Àustria, Xile, Austràlia, Nova Zelanda, Sud-àfrica i els Estats Units.